# Lista planetoid trojańskich Jowisza – obóz trojański
Oto lista planetoid trojańskich Jowisza z „Obozu Trojańczyków”. Krążą one zasadniczo po bardzo podobnej orbicie co ten gazowy olbrzym, podążając za nim w swym ruchu orbitalnym. Znajdują się w pobliżu punktu Lagrange’a L5 – 60° od tej największej planety Układu Słonecznego.
Planetoidy w tej grupie nazwano imionami uczestników wojny trojańskiej, walczących po stronie Trojan. Wyjątkiem jest tu Grek Patroklos, ponieważ nazwa ta została nadana, zanim ustalono obecną konwencję. Od 2021 roku obowiązuje zasada, że planetoidy trojańskie Jowisza o absolutnej wielkości gwiazdowej (Hv) wyższej niż 12,0 nazywa się od nazwisk sportowców – olimpijczyków lub paraolimpijczyków, np. (545564) Sabonis.
Poniższa lista uwzględnia wszystkie nazwane planetoidy z tej grupy i wybrane spośród ponumerowanych (według stanu na 26 lipca 2022 r.).

- (617) Patroclus
- (884) Priamus
- (1172) Äneas
- (1173) Anchises
- (1208) Troilus
- (1867) Deiphobus
- (1870) Glaukos
- (1871) Astyanax
- (1872) Helenos
- (1873) Agenor
- (2207) Antenor
- (2223) Sarpedon
- (2241) Alcathous
- (2357) Phereclos
- (2363) Cebriones
- (2594) Acamas
- (2674) Pandarus
- (2893) Peiroos
- (2895) Memnon
- (3240) Laocoon
- (3317) Parys
- (3451) Mentor
- (3708) Socus
- (4348) Poulydamas
- (4707) Khryses
- (4708) Polydoros
- (4709) Ennomos
- (4715) Medesicaste
- (4722) Agelaos
- (4754) Panthoos
- (4791) Iphidamas
- (4792) Lykaon
- (4805) Asteropaios
- (4827) Dares
- (4828) Misenus
- (4829) Sergestus
- (4832) Palinurus
- (4867) Polites
- (5119) Imbrius
- (5120) Bitias
- (5130) Ilioneus
- (5144) Achates
- (5233) Nastes
- (5257) Laogonus
- (5476) Mulius
- (5511) Cloanthus
- (5637) Gyas
- (5638) Deikoon
- (5648) Axius
- (5907) Rhigmus
- (6002) Eetion
- (6443) Harpalion
- (6997) Laomedon
- (6998) Tithonus
- (7352) Hypsenor
- (7815) Dolon
- (9023) Mnesthus
- (9030) Othryoneus
- (9142) Rhesus
- (9430) Erichthonios
- (11509) Thersilochos
- (11552) Boucolion
- (11554) Asios
- (11887) Echemmon
- (12052) Aretaon
- (12242) Koon
- (12444) Prothoon
- (12649) Ascanios
- (12929) Periboea
- (16070) Charops
- (16560) Daitor
- (17314) Aisakos
- (17492) Hippasos
- (18228) Hyperenor
- (18268) Dardanos
- (18278) Drymas
- (18281) Tros
- (18282) Ilos
- (18493) Demoleon
- (23549) Epicles
- (29196) Dius
- (29314) Eurydamas
- (30698) Hippokoon
- (30704) Phegeus
- (30705) Idaios
- (30708) Echepolos
- (30942) Helicaon
- (31037) Mydon
- (31344) Agathon
- (32720) Simoeisios
- (32726) Chromios
- (32811) Apisaon
- (34746) Thoon
- (37519) Amphios
- (48373) Gorgythion
- (48767) Skamander
- (52767) Ophelestes
- (55676) Klythios
- (55678) Lampos
- (55701) Ukalegon
- (55702) Thymoitos
- (58084) Hiketaon
- (58931) Palmys
- (65590) Archeptolemos
- (73641) 1977 UK3
- (73677) 1988 SA3
- (73795) 1995 FH8
- (129137) Hippolochos
- (134329) Cycnos
- (134419) Hippothous
- (181279) Iapyx
- (181751) Phaenops
- (184280) Yperion
- (188847) Rhipeus
- (189004) Capys
- (189310) Polydamas
- (241099) 2007 GH2 – odkryta przez polskich uczniów
- (248183) Peisandros
- (382238) Euphemus
- (545564) Sabonis